# Tarroeira (Abegondo)
Tarroeira (llamada oficialmente A Tarroeira) es una aldea española situada en la parroquia de Vizoño, del municipio de Abegondo, en la provincia de La Coruña, Galicia.

## Demografía
| Gráfica de evolución demográfica de Tarroeira entre 1999 y 2018 |
|                                                                 |
| Datos según el nomenclátor publicado por el INE.                |